# Ahuazotepec
Ahuazotepec je grad i općina u saveznoj državi Puebla u jugoistočnom Meksiku.
Površina: 110.99 km2. Stanovništvo: 6.826 (1980), 7.811 (1990), 9.087 (2000). Indijanci: 80; Asteci i Otomí, govore jezicima nahuatl i y otomi.